# یحیی عتین
یحیی عتین (عربی: يحيى عتين؛ زادهٔ ۹ مارس ۱۹۹۰) یک ورزشکار اهل عربستان سعودی است.
از باشگاه‌هایی که در آن بازی کرده‌است می‌توان به باشگاه فوتبال الاهلی عربستان سعودی و باشگاه فوتبال الاتفاق عربستان سعودی اشاره کرد.